# Desaguadero
Desaguadero (fundada San Andrés del Desaguadero; en aimara: Huchusuma y en quechua: Chakamarka, «pueblo del puente») es una ciudad fronteriza del Perú, capital del distrito de Desaguadero ubicado en la provincia de Chucuito en el departamento de Puno.
Es una ciudad fronteriza pues se ubica en la ribera oriental del inicio del río Desaguadero que marca la frontera con Bolivia, en cuyo lado del río se halla una ciudad homónima con la que se encuentra conectada a través de dos puentes.
Por su situación es un activo centro de intercambio comercial. Cuenta con un embalse que regula las aguas del río Desaguadero y el lago Titicaca.

## Geografía
Desaguadero se encuentra entre las cordilleras andinas de la Cordillera Occidental y la Cordillera Oriental . El clima es un momento típico del día , durante el cual las diferencias de temperatura durante el transcurso del día son más pronunciadas que en el transcurso del año.
La temperatura promedio anual es de poco menos de 8 °C (consulte la tabla de clima Desaguadero), los valores mensuales varían solo de manera significativa entre los 7 °C en junio / julio y los 9 °C de noviembre a marzo. El promedio anual de precipitación es de aproximadamente 670 mm y cae principalmente en los meses de diciembre a marzo, con un promedio mensual de más de 100 mm, de mayo a agosto hay una estación seca con una precipitación mensual de menos de 15 mm.

## Clima
| Parámetros climáticos promedio de Desaguadero | Parámetros climáticos promedio de Desaguadero | Parámetros climáticos promedio de Desaguadero | Parámetros climáticos promedio de Desaguadero | Parámetros climáticos promedio de Desaguadero | Parámetros climáticos promedio de Desaguadero | Parámetros climáticos promedio de Desaguadero | Parámetros climáticos promedio de Desaguadero | Parámetros climáticos promedio de Desaguadero | Parámetros climáticos promedio de Desaguadero | Parámetros climáticos promedio de Desaguadero | Parámetros climáticos promedio de Desaguadero | Parámetros climáticos promedio de Desaguadero | Parámetros climáticos promedio de Desaguadero |
| Mes                                           | Ene.                                          | Feb.                                          | Mar.                                          | Abr.                                          | May.                                          | Jun.                                          | Jul.                                          | Ago.                                          | Sep.                                          | Oct.                                          | Nov.                                          | Dic.                                          | Anual                                         |
| --------------------------------------------- | --------------------------------------------- | --------------------------------------------- | --------------------------------------------- | --------------------------------------------- | --------------------------------------------- | --------------------------------------------- | --------------------------------------------- | --------------------------------------------- | --------------------------------------------- | --------------------------------------------- | --------------------------------------------- | --------------------------------------------- | --------------------------------------------- |
| Temp. media (°C)                              | 10.2                                          | 10.5                                          | 10                                            | 8.8                                           | 7.2                                           | 5.1                                           | 4.9                                           | 5.9                                           | 7.9                                           | 9.2                                           | 10.3                                          | 10.5                                          | 8.4                                           |
| Fuente: climate-data.org                      |                                               |                                               |                                               |                                               |                                               |                                               |                                               |                                               |                                               |                                               |                                               |                                               |                                               |

## Demografía

### Evolución demográfica de la conurbación binacional
Desde 1993, la población de Desaguadero (Perú) ha crecido en un 89,3%, pasando de 7.200 a 13.700 habitantes en la actualidad. 
| 1993                                          | 7 282  | 4 737  | Censo peruano de 1993 |
| 2007                                          | 20 009 | 14 365 | Censo peruano de 2007 |
| 2017                                          | 13 787 | 8 502  | Censo peruano de 2017 |
| Nota 1: Datos de 2017 - población en descenso |        |        |                       |

## Galería

Imágenes de Desaguadero
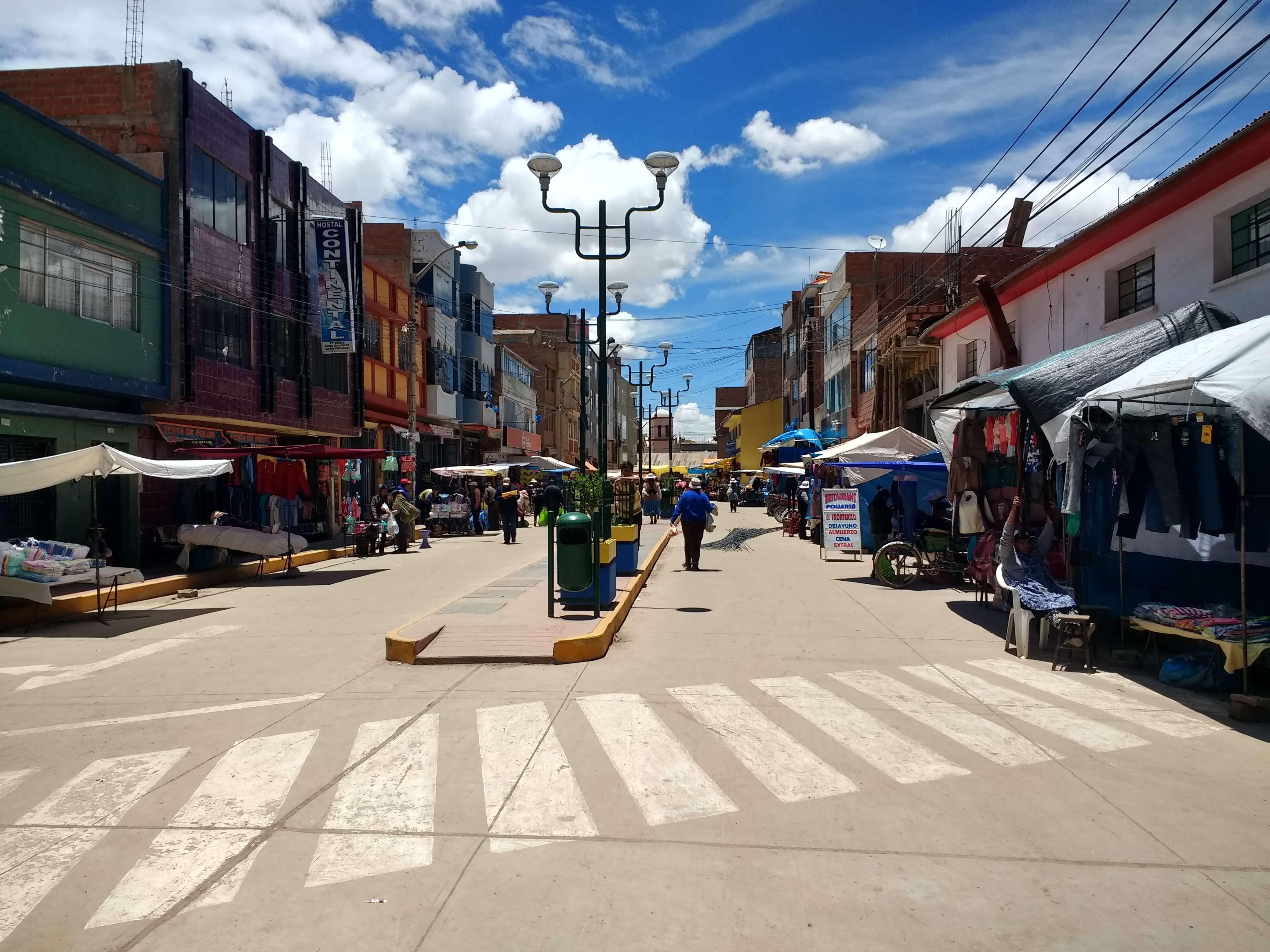
La avenida Panamericana
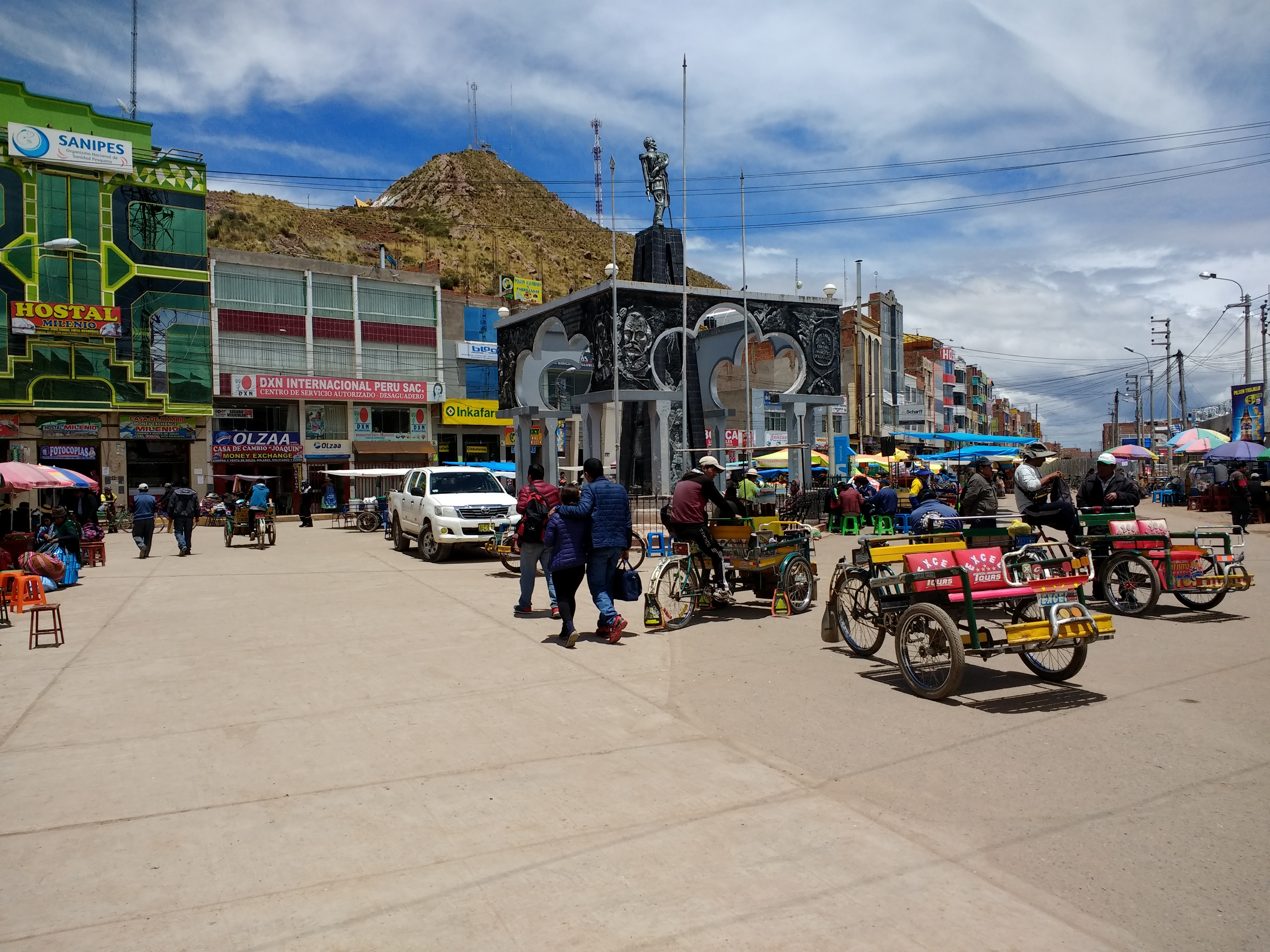
Monumento a Francisco Bolognesi cerca al puente Internacional
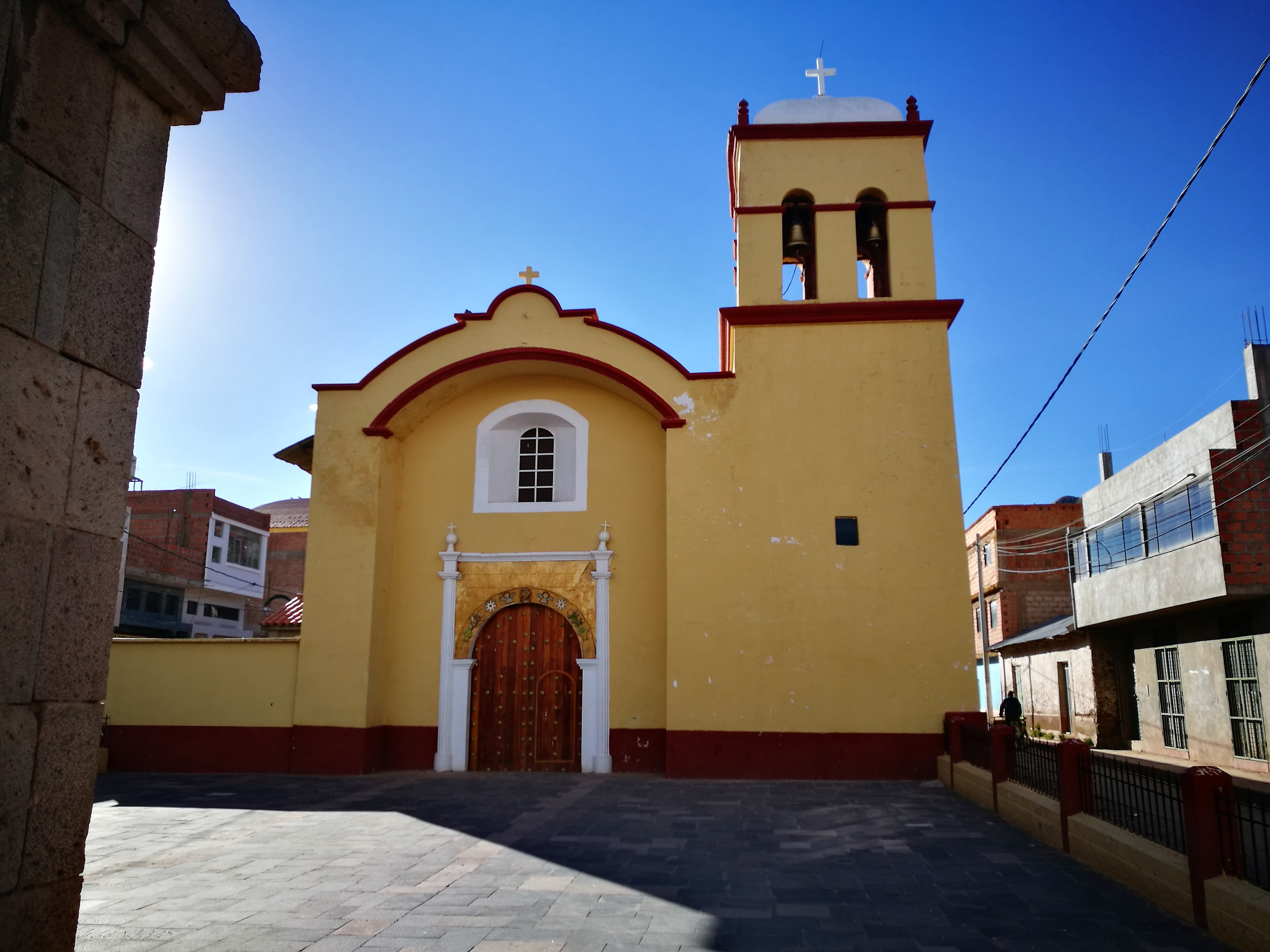
Iglesia de San Andrés
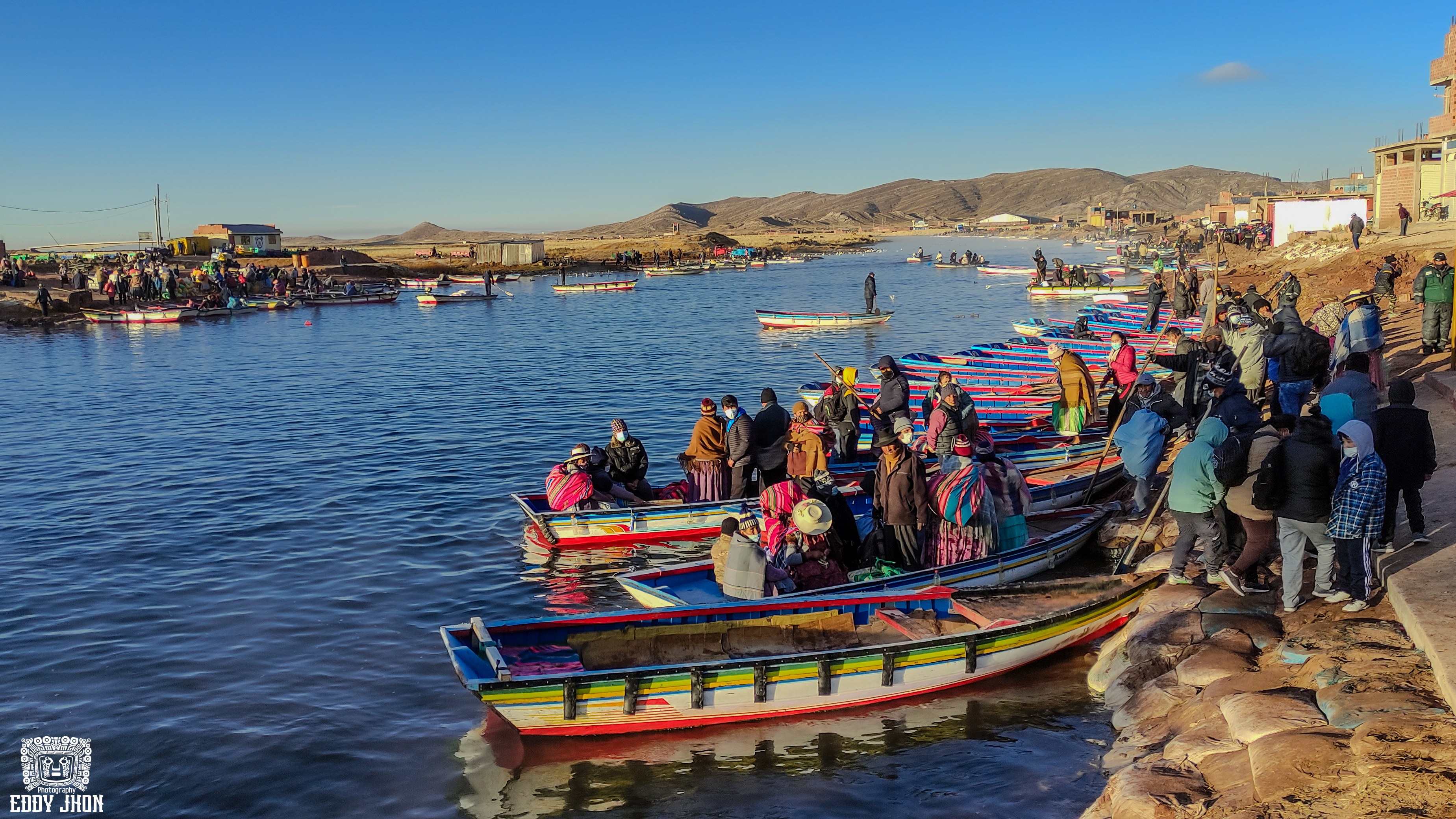
Río Desaguadero